# 太極図説

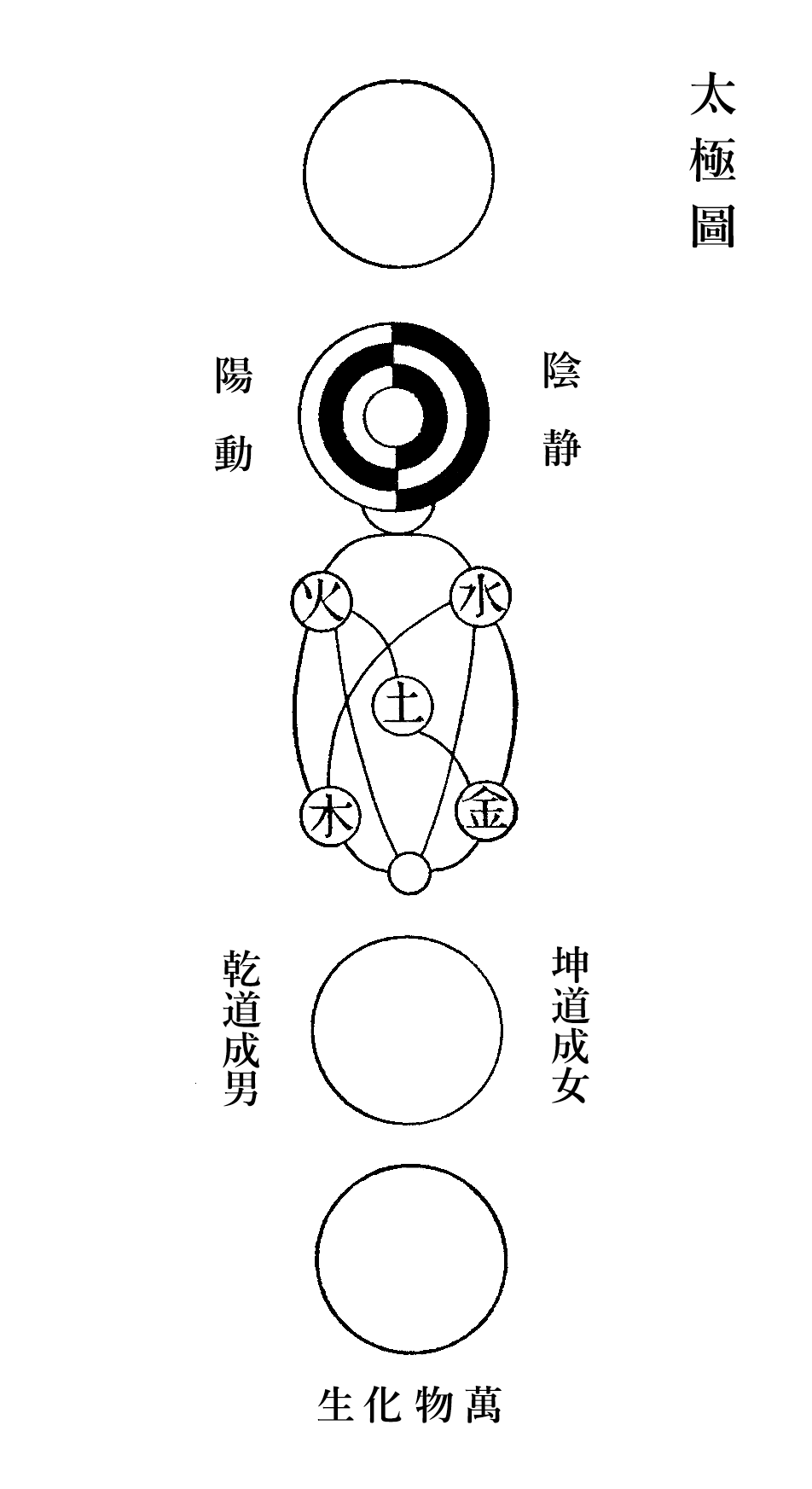
太極図

『太極図説』（たいきょくずせつ、繁: 太極圖說）は、中国・北宋の周敦頤（1017年（天禧元年） - 1073年（熙寧6年））が1070年（熙寧3年）に撰述した書物。全1巻。
『易経』繋辞上伝にある「易に太極あり、これ両儀を生じ、両儀は四象を生じ、四象は八卦を生ず（易有太極、是生兩儀、兩儀生四象、四象生八卦）」の概念、陰陽思想、五行思想に儒教思想を関連づけて説いたもの。字数にして僅かに250字程の文ではあるが、図に従って、森羅万象の生成発展から人間の地位や道徳の根本を論説しており、それまでの儒教には見られなかった新しい世界観を提示した点で画期的であった。
当初は周敦頤のもう1つの著書である『通書』の末に添付されており、程頤の弟子達の間に流布していたに過ぎなかった。しかし、南宋の朱熹が本書の重要性を指摘し、『通書』から独立させ、本書の為に解釈を施して『太極図解』及び『太極図説解』を作り、本書の顕彰に努めた。以後、朱子学の隆盛に伴い、『太極図説』は清朝が亡びるまでの千年近く、中国王朝時代の主要著作の1つとなった。
本書のテキストは種々存在するが、いずれも朱熹の『太極図解』及び『太極図説解』を添付したものである。また明の曹端が『太極図説述解』1巻を著した。

## 日本語訳
無極にして太極（混沌たる根元）。太極が動いて陽（分化発動する働き）を生ず。動が極まって静なり。静にして陰（統一含蓄する働き）を生ず。静が極まってまた動。一動一静、互いに其の根と為って、分かれて陰、分かれて陽、両儀立つ。陽が変じて陰が合して、水火木金土を生ず。五気（水火木金土）が順に動いて四時（四季）が行われる。これを五行と言うけれども、要するに一陰陽である。陰陽は一太極であり、太極はもと無極である。五行が生まれるというけれど、各々其の性質は常に必ず一になる。これが無極というものの本質（真）。二気（陰陽）五行（水火木金土）の精（エネルギー）が微妙に配合して形を作る（凝）。乾道、男を成し、坤道、女を成し、この二気が交わり感じて万物化成していく。その万物は生々して変化窮まり無し。ただ、あらゆる生物が色々変化してきたが、人間というものだけが其の中の一番秀れたものを得て、非常に霊妙である。其の秀麗な形を生んで形の中に神（精神の深奥）が知を発する。五性（水火木金土）が感動して（感に動いて）、ここに善悪というものが分かれ、あらゆる人間活動（万事）が出てくる。そうして最も秀麗にして神知を発した優れた聖人がこの万物生成化育の道を観察・開拓して、中正仁義というものを立てた。人間としていかに生くべきか（人極）は静（含蓄・潜在）を主とする。故に聖人と天地と其の徳を合し、日月其の明を合し、四時（四季＝自然の道）は其の秩序に合致する。鬼（創造の破壊作用）神（生命の進化助長作用）と其の吉凶を合致する。君子これを修めて吉、小人これに悖（もと）りて凶。故に、天の道を立てて陰陽と言い、地の道を立てて柔と剛と言い、人の道を立てて仁義と言う。又、始めをたずねて終わりに返ることによって死生を知ると言う。大いなるかな易は。ここに其れ至れり。